# Ruch Patriotyczny
Ruch Patriotyczny (RP) – inicjatywa organizacji patriotycznych działająca w formie partii politycznej, powstała 11 kwietnia 2005 w wyniku połączenia kilku ugrupowań (Przymierza dla Polski, Ruchu Odbudowy Polski i Ruchu Katolicko-Narodowego), zarejestrowana 30 maja 2005. W Sejmie IV kadencji ugrupowanie posiadało własne 3-osobowe koło, jednak równocześnie osobne koła tworzyli również posłowie RKN (4-osobowe) i ROP (3-osobowe), posłem niezrzeszonym był też jeden z działaczy RKN. Łącznie z Ruchem Patriotycznym związanych było więc 11 posłów. Podczas wyborów parlamentarnych w 2005 ugrupowanie zgłosiło swoje listy w 39 spośród 41 okręgów wyborczych i nie przekroczyło pięcioprocentowego progu wyborczego, zdobywając 124 038 głosów, tj. 1,05% głosów ważnych. Z list Ruchu Patriotycznego startowały również Liga Obrony Suwerenności, Stronnictwo Narodowe „Patria”, część Zjednoczenia Chrześcijańsko-Narodowego, kilkoro członków LPR, a także pojedynczy członkowie Partii Victoria, ONP-LP, SPS i PiS. Później ROP i PdP rozluźniły swoje związki z RP. W wyborach w 2007 RP na listach Prawa i Sprawiedliwości reprezentowali działacze RKN (działacze ROP również wystartowali z ramienia PiS – mandat w Senacie, podobnie jak 4 lata później, uzyskał Stanisław Gogacz; PdP wystawiło z własnego komitetu kandydatów do Senatu). Mandaty poselskie uzyskali Krystyna Grabicka i Antoni Macierewicz, którzy zasiedli w klubie PiS. W wyborach w 2011 ubiegali się oni o reelekcję, mandat uzyskał ponownie lider partii Antoni Macierewicz. W lutym 2012 wstąpił on do PiS. Ruch Patriotyczny został wykreślony z ewidencji 17 marca 2014. 6 sierpnia 2023 na Ruch Patriotyczny przemianowała się Liga Obrony Suwerenności.

## Liderzy partii
Liderzy Ruchu Patriotycznego i ugrupowania, które reprezentowali początkowo w Ruchu:
- Gabriel Janowski (Przymierze dla Polski)
- Antoni Macierewicz (Ruch Katolicko-Narodowy)
- Jan Olszewski (Ruch Odbudowy Polski)

## Parlamentarzyści Ruchu Patriotycznego

### Poseł RP na Sejm VII kadencji w KPPiS(członekRKN)
(wstąpił do PiS 15 lutego 2012)
- Antoni Macierewicz, Piotrków Trybunalski

### Posłowie RP na Sejm VI kadencji w KPPiS(członkowieRKN)
- Krystyna Grabicka, Sieradz
- Antoni Macierewicz, Piotrków Trybunalski

### Koło Poselskie Ruch Patriotyczny w Sejmie IV kadencji
(koło powstało 13 września 2005)
- Stanisław Głębocki, Lublin (wcześniej Samoobrona RP)
- Gabriel Janowski (członek PdP), Siedlce (wcześniej klub Ligi Polskich Rodzin) – przewodniczący
- Marian Kwiatkowski, Chełm (wcześniej Samoobrona RP)

Ponadto pod koniec IV kadencji Sejmu w Kole Poselskim Ruchu Katolicko-Narodowego zasiadali Jerzy Czerwiński, Krystyna Grabicka, Antoni Macierewicz i Antoni Stryjewski (posłem niezrzeszonym był członek RKN Robert Luśnia), a w Kole Poselskim Ruchu Odbudowy Polski Tadeusz Kędziak, Henryk Lewczuk i Jan Olszewski.